# Världscupen i hästhoppning
Världscupen i hästhoppning är en årlig världscup i hästhoppning som arrangeras av internationella ridsportförbundet. Cupen startades 1978 och rids idag i 14 olika grupper där de bästa ekipagen möts i den årliga finalen.

## Finalen
Världscupfinalen rids i tre omgångar under fem eller sex dagar. Ryttarna tar inte med sig poäng från världscupkvalen, alla startar på noll fel i finalen. Varje ryttare får rida två olika hästar i de tre finalomgångarna, men bara en häst per omgång.
Första finalomgången rids över en bana med upp till 150 centimeter höga hinder med bedömning C där varje nedslag ger tre sekunders tidstillägg. Vinner klassen gör ryttaren med kortast tid. Segraren av klassen tilldelas ett poäng mer än det totala antalet startande i första finalomgången. Andraplacerade får två poäng mindre än segraren, tredjeplacerade får tre poäng mindre och så vidare.
Andra finalomgången rids över en bana med upp till 160 centimeter höga hinder med bedömning A med en grundomgång och omhoppning på tid. Vinner klassen gör ryttaren med minst fel och kortast tid. Även efter den här omgången räknas poäng på samma sätt som i första finalomgången. Segraren får ett poäng mer än antal startande i klassen, andraplacerade två poäng mindre än segraren och så vidare.
Efter de två första finalomgångarna summeras poängen för ryttarna och räknas därefter om till antal fel som ryttarna tar med sig till den sista omgången. Ryttaren med högsta antal totala poäng efter båda omgångarna får 0 fel. Övriga ryttarna får därefter felpoäng utifrån differensen mellan sin poäng och ledarens poäng som sedan multipliceras med koefficienten 0,5 för att få felpoängen.
Tredje finalomgången består av två rundor över en Grand Prix-bana med upp till 165 centimeter höga hinder med bedömning A. 30 ryttare får starta i den tredje finalomgångens första runda. I den andra rundan får 20 ryttare och de som är felfria i runda 1 starta. Vinnare av världscupfinalen är den ryttare som efter alla tre finalomgångar har minst antal fel totalt. Om två eller fler ryttare skulle vara likaplacerade sker omhoppning om segern.

## Resultat genom tiderna
Finalresultat genom tiderna:

2019 Gothenburg Horse Show
- 1. Steve Guerdat, Schweiz, Alamo 2+0
- 2. Martin Fuchs, Schweiz, Clooney 51 3+0
- 3. Peder Fredricson, Sverige, Catch Me Not S 5+0

2018  Paris, Frankrike
- 1. Elizabeth Madden, USA, Breitling LS 4 fel
- 2. Devin Ryan, USA, Eddie Blue 6
- 3. Henrik von Eckermann, Sverige, Toveks Mary Lou 8
- 11. Douglas Lindelöw, Sverige, Zacramento 20

2017 Omaha, USA
- 1. McLain Ward, USA 0+0+0 fel 57,96 sek
- 2. Romain Duguet, Schweiz 4+0+0 56,46
- 3. Henrik von Eckermann, Sverige 8+0+0 56,32

2016 Gothenburg Horse Show
- 1. Steve Guerdat, Schweiz 0+0+0 fel 65,73 sek
- 2. Harrie Smolders, Holland 3+0+0 65,45
- 3. Daniel Deusser, Tyskland 3+0+0 66,17
- 15. Henrik von Eckermann, Sverige 9+9+4 67,99

2015 Las Vegas, USA
- 1. Steve Guerdat, Schweiz, Albfuehren's Paille 8 fel 67,76 sek
- 2. Penelope Leprevost, Frankrike, Vagabond de la Pomme 9 65,30
- 3. Bertram Allen, Irland, Molly Malone 9 65,87
- 8. Douglas Lindelöw, Sverige, Casello 18 67,23

2014 Lyon, Frankrike
- 1. Daniel Deusser, Tyskland, Cornet d´Amour 2
- 2. Ludger Beerbaum, Tyskland, Chiara 4
- 3. Scott Brash, Storbritannien, Ursula XII 5
- 4. Marcus Ehning, Tyskland, Cornado NRW 6
- 5. Steve Guerdat, Schweiz, Nino des Buissonnets 8
- 6. Maikel van der Vleuten, Holland, VDL Groep Verdi NOP 10
- 27. Malin Baryard-Johnsson, Sverige, H&M Tornesch ret omg 3

2013 Gothenburg Horse Show
- 1. Beezie Madden, USA, Simon, 9+0 fel,41,66 sek,
- 2. Steve Guerdat, Schweiz, Nino des Buissonnets 9+8, 30,33,
- 3. Kevin Staut, Frankrike, Silvana HDC, 10, 65,33,
- 4. Sergio Alvarez Moya, Spanien, Carlo 273, 12, 63,60,
- 5. McLain Ward, USA, Super Trooper de Ness, 13, 63,78,
- 6. Rolf-Göran Bengtsson, Sverige, Quintero La Silla, 13, 67,11,
- 7. Marc Houtzager, Holland, Sterrehof´s Tamino, 16, 66,45,
- 8. Henrik von Eckermann, Sverige, Gotha FRH, 20, 62,47,
- 12. Jens Fredricson, Sverige, Lunatic, 29, 65,25
- 20. Malin Baryard-Johnsson, Sverige, H&M Tornesch 28+dns andra rundan

2012 ´s-Hertogenbosch, Holland
- 1. Rich Fellers, USA, Flexible, 0 fel (omhoppning 0/25,97),
- 2. Steve Guerdat, Schweiz, Nino des Buissonnets, 0 (0/26,61),
- 3. Pius Schwizer, Schweiz, Carlina, 5,
- 4. Philipp Weishaupt, Tyskland, Monte Bellini, 10,
- 5. Kevin Staut, Frankrike, Silvana HDC, 11,
- 6. Rolf-Göran Bengtsson, Sverige, Casall La Silla, 12

2011 Leipzig, Tyskland
- 1. Christian Ahlmann, Tyskland, Taloubet Z 4
- 2. Eric Lamaze, Kanada, Hickstead 10
- 3. Jeroen Dubbeldam, Holland, BMC van Grunsven Simon 11
- 11. Malin Baryard-Johnsson, Sverige, H&M Tornesch 16
- 21. Rolf-Göran Bengtsson, Sverige, Quintero La Silla 19

2010 Genève, Schweiz
- 1. Marcus Ehning, Tyskland, Noltes Küchengirl/Plot Blue 2+4+0
- 2. Ludger Beerbaum, Tyskland, Gotha 7+0+0
- 2. Pius Schwizer, Schweiz, Ulysse/Carlina 3+4+0
- 10. Rolf-Göran Bengtsson, Sverige, Quintero La Silla 7+4+4
- 20. Svante Johansson, Sverige, Caramell KS 20+4+25

2009 Las Vegas, USA
- 1. Meredith Michaels-Beerbaum, Tyskland, Shutterfly 0 fel
- 2. McLain Ward, USA, Sapphire 2
- 3. Albert Zoer, Holland, Oki Doki 4

2008 Göteborg, Sverige
- 1. Meredith Michaels-Beerbaum, Tyskland, Shutterfly 4 fel
- 2. Rich Fellers, USA, Flexible 6
- 3. Heinrich Hermann Engemann, Tyskland, Aboyeur W 9
- 4. Jessica Kürten, Irland Castle Forbes Libertina 12
- 4. Ludger Beerbaum, Tyskland, All Inclusive 12 4) Beat Mändli, Schweiz, Ideo du Thot 12
- 7. Steve Guerdat, Schweiz, Tresor V 15
- 7. Peter Wylde, USA, Esplanade 15
- 9. Michael Whitaker, Storbritannien, Suncal Portofino 18
- 10. Rolf-Göran Bengtsson, Sverige, Ninja la Silla 19
- 11. Helena Lundbäck, Sverige, Madick 20
- 16. Royne Zetterman, Sverige, Isaac 29

2007 Las Vegas, USA
- 1. Beat Mändli, Schweiz, Ideo du Thot 5 fel
- 2. Daniel Deusser, Belgien, Air Jordan Z 11
- 3. Markus Beerbaum, Tyskland, Leena 12
- 3. Steve Guerdat, Schweiz, Tresor V 12
- 5. Marcus Ehning, Tyskland, Gitania 13
- 6. Alois Pollmann Schweckhorst, Tyskland, Candy 14
- 6. Christian Ahlmann, Tyskland, Cöster 14
- 10. Malin Baryard-Johnsson, Sverige, Butterfly Flip 17

2006 Kuala Lumpur, Malaysia
- 1. Marcus Ehning, GER, Sandro Boy 0 fel
- 2. Jessica Kürten, IRL, Castel Forbes Libertina, 1 fel
- 3. Beat Mändli, SUI, Ideo du Thot, 4 fel
- 4. Juan Carlos Garcia, ITA, Loro Piana Albin, 6 fel
- 5. Meredith Michaels-Beerbaum, GER , Checkmate, 8 fel
- 6. Michael Whitaker, GBR, Insul Tech Portofino, 10 fel
- 7. Rolf-Göran Bengtsson, SWE, Mac Kinley

2005 Las Vegas, USA
- 1. Meredith Michaels-Beerbaum, GER, Shutterfly, 4 fel
- 2. Michael Whitaker, GBR, Portofino, 7 fel
- 3. Marcus Ehning, GER, Gitania, 9 fel
- 3. Lars nieberg, GER, Lucie, 9 fel
- 5. Kimberly Frey, USA, Marlou, 10 fel
- 6. Steve Guerdat, SUI, Isovlas Pialotta, 11 fel

2004 Milano, ITA
- 1. Bruno Brouqpsault, FRA, Deleme de Cephe, 0 fel
- 2. Meredith Michaels-Beerbaum, GER, Shutterfly, 4 fel
- 3. Marcus Fuchs, SUI, Tinkas boy, 8 fel
- 4. Euginie Angot, FRA, 9 fel
- 5. Marco Kutscher, GER, 13 fel
- 6. Juan Carlos Garcia, ITA, 14 fel
- 6. Malin Baryard, SWE, H&M Butterfly Flip, 14 fel
- 9. Rolf-Göran Bengtsson, SWE, Mac Kinley, 18 fel

2003 Las Vegas, USA
- 1. Marcus Ehning, Tyskland, Anka 2 fel
- 2. Rodrigo Pessoa, Brasilien, Baloubet du Rouet 6
- 3. Malin Baryard, Sverige, H&M Butterfly Flip 8
- 4. Lars Nieberg, Tyskland, Fighting Alpha 10
- 5. Laura Kraut, USA, Anthem 13
- 5. Markus Fuchs, Schweiz, Tinka´s Boy 13

2002 Leipzig, GER
- 1. Otto Becker, Tyskland, Dobels Cento 7 fel
- 2. Ludger Beerbaum, Tyskland, Gladdys S 8
- 3. Rodrigo Pessoa, Brasilien, Baloubet du Rouet 11
- 4. McLain Ward, USA, Viktor 14
- 4. Leslie Howard, USA, Priobert de Kalvarie 14
- 6. Toni Hassmann, Tyskland, MobilComs Goldika 15
- 7. Rolf-Göran Bengtsson, Sverige, Isovlas Pialotta 16
- 7. Malin Baryard, Sverige, H&M Butterfly Flip 16

2001 Göteborg, SWE
- 1. Markus Fuchs, Schweiz, Tinka´s Boy 5 +0 35,25
- 2. Rodrigo Pessoa, Brasilien, Baloubet du Rouet 5+8 33,90
- 3. Michael Whitaker, Storbritannien, Handel II 8
- 4. Willi Melliger, Schweiz, Calvaro V 10
- 5. Candice King, USA, John Em 17
- 6. Leslie Howard, USA, Priobert de Kalvarie 18
- 6. Peter Wylde, USA, Fein Cera 18
- 24. Peter Eriksson, Sverige, VDL Cardento 26

2000 Las Vegas, USA
- 1. Rodrigo Pessoa BRA- Baloubet du Rouet 0 fel
- 2. Markus Fuchs SUI- Tinkas Boy 7,5 fel
- 3. Beat Mändli SUI- Pozitano 10 fel
- 4. Ludger Beerbaum GER- Goldfever 11,5 fel
- 5. Ludo Philippaerts BEL 14 fel¨
- 6. Peter Charles IRL 19 fel

1999 Göteborg , SWE
- 1. Rodrigo Pessoa BRA- Gandini Baloubet du Rouet 4 fel
- 2. Trevor Coyle IRL- Cruising 5,5 fe
- 3. René Tebbel GER- Radiator 8, 25 fel
- 4. Beat Mändli SUI- Pozitano 11,5 fel
- 5. Michael Whitaker GBR- Virutual Vill Ashley 15 fel
- 6. Ludger Beerbaum GER- Ratina Z/ P S Priamos 17 fel

- 25. Maria Gretzer SWE- Feliciano 823 33 fel
- 29. Pär-Ola Nyström SWE D?Artagnan ej till tredje omgången

1998 Helsingfors FIN
- 1. Rodrigo Pessoa BRA-Loro Piana Baloubet du Rouet 6,5 fel
- 2. Lars Nieberg GER-Esprit 7,5
- 3. Ludger Beerbaum GER-P.S. Priamos 12,5
- 4. René Tebbel GER-Radiator 16
- 4. Richard Spooner USA-Cosino 16
- 6. Margie Goldstern-Engle USA-Hidden Creek´s Alvaretto 16,5
- 6. Leslie Burr-Howard USA-SÉBlieft 16,5

- 15. Maria Gretzer SWE-Feliciano 22,5

1997 Göteborg SWE
- 1. Hugo Simon AUT-E.T. FRH 0 fel
- 2. John Whitaker GBR-Granush o Welham 3,50
- 3. Franke Sloothaak GER-San Patrignano Joly 6
- 4. Beat Mändli SUI-City Banking 10,50
- 5. Anne Kursinski USA-Eros 12,50
- 6. Peter Geerink HOL-LBHR Bravour 14

- 21. Jens Fredricson SWE-Rastell 38,50
- 34. Peter Eriksson SWE-Flyinge Electro

1996 Genève SUI
- 1. Hugo Simon AUT-E.T. 10 fel, 0/49,03 i omh
- 2. Willi Melliger SUI-Calvaro V 10, 0/51,10 i omh
- 3. Nick Skelton GBR-Dollar Girl 11
- 4. Rodrigo Pessoa BRA-Special Envoy o Tomboy 12,5
- 5. Franke Sloothaak GER-Corrado o Weihaiwej 13,75
- 6. Ludger Beerbaum GER-Gaylord o Rush On 17

- 7. Malin Baryard SWE-Corrmint 17,75

1995 Göteborg SWE
- 1. Nick Skelton GBR-Everest Dollar Girl 7 fel
- 2. Lars Nieberg GER-For Pleasure 9
- 3. Lesley McNaught-Mändli SUI-Barcelona SVH o Doenhoff 13
- 4. Ludger Beerbaum GER-Gaylord o Ratina Z 14,5
- 5. Michael Whitaker GBR-Everest Two Step 16,5

- 6. Peter Eriksson SWE-Robin Z 17

1994 's-Hertogenbosch HOL
- 1. Jos Lansink HOL-Bollvorms Libero H 0 fel
- 2. Franke Sloothaak GER-Dorina o Weihaiwej 9,5
- 3. Michael Whitaker GBR-Midnight Madness 14
- 4. Hugo Simon AUT-Apricot D 14,25
- 5. Dirk Hafemeister GER-PS Priamos 16
- 6. Jenny Soer HOL-Desteny AZ 18

1993 Göteborg SWE
- 1. Ludger Beerbaum GER-Almox Ratina Z 8 fel
- 2. John Whitaker GBR-Everest Grannush & Everest Milton 10,5
- 3. Michael Matz USA-Rhum 12,5
- 4. Susan Hutchinson USA-Samsung Woodstock 14,5
- 5. Beezie Patton USA Ping Pong & French Rapture 19,5
- 6. René Tebbel GER-Dexter 22

- 29. Peter Eriksson SWE-Moritz
- 33. Anna Danielsson SWE-Bubbling Spirit

1992 Del Mar USA
- 1. Thomas Frühmann AUT-Genius 0 fel
- 2. Lesley McNaught-Mändli SUI-Pirol 10,5
- 3. Markus Fuchs SUI-Interpane Shandor 11

1991 Göteborg SWE
- 1. John Whitaker GBR-Henderson Milton 1,50 fel
- 2. Nelson Pessoa BRA-Special Envoy 5
- 3. Roger-Yves Bost FRA-Norton de Rhuys 5,50

- 10. Peter Eriksson SWE-Moritz 18,50
- 20. Åke Hultberg SWE-Heatwave 34
- 21. Maria Gretzer SWE-Marcoville 47

1990 Dortmund GER
- 1. John Whitaker GBR-Henderson Milton 4 fel
- 2. Pierre Durand FRA-Jappeloup 12,50
- 3. Franke Sloothaak GER-Walzerkönig 14

1989 Tampa USA
- 1. Ian Millar CAN-Big Ben 0 fel
- 2. John Whitaker GBR-Next Milton 10,75
- 3. George Lindeman USA-Jupiter 14,5

1988 Göteborg SWE
- 1. Ian Millar CAN-Big Ben 4 fel
- 2. Pierre Durand FRA-Jappeloup de Luze 8,5
- 3. Philippe Lejeune BEL-Nistria 12,5

- 23. Peter Eriksson SWE-Democritos 39,75

1987 Paris FRA
- 1. Katharine Burdsall USA-The Natural 4,50 fel
- 2. Philippe Rozier FRA-Malesan Jiva 7,50
- 3. Lisa Jacquin USA-For The Moment 8

1986 Göteborg SWE
- 1. Leslie Burr Lenehan USA-McLain 0 fel
- 2. Ian Millar CAN-Big Ben 13
- 3. Conrad Homfeld USA-Maybe 16,50

- 22. Peter Eriksson SWE-V65 SHOOT 55,75

1985 Berlin FRG
- 1. Conrad Homfeld USA-Abdullah 3 fel
- 2. Nick Skelton GBR-Everest St James 4
- 3. Pierre Durand FRA-Jappeloup 8,50

- 25. Peter Eriksson SWE-JFB Zorro 63,25

1984 Göteborg SWE
- 1. Mario Deslauriers CAN-Aramis 4 fel
- 2. Noman Dello Joio USA-I Love You 5
- 2. Nelson Pessoa BRA-Moët & Chandon Larramy 5
- 29. Lennart Lindelöw SWE-Romeo
- 31. Hans Lundbäck SWE-Sudden Change

1983 Wien AUT
- 1. Norman Dello Joio USA-I Love You 0 fel
- 2. Hugo Simon AUT-Gladstone 4
- 3. Melanie Smith USA-Calypso 7,50

1982 Göteborg SWE
- 1. Melanie Smith USA-Calypso 0 fel
- 2. Paul Schockemöhle FR-Akrobat 1
- 3. Hugo Simon AUT-Gladstone 10
- 3. John Whitaker GBR-Ryan's Son 10
- 28. Jan-Olof Wannius SWE-Tredje Mannen

1981 Birmingham GBR
- 1. Michael Matz USA-Jet Run 39 fel
- 2. Donald Cheska USA-Southside 37
- 3. Hugo Simon AUT-Gladstone 35,50

1980 Baltimore USA
- 1. Conrad Homfeld USA-Balbuco 47,50 fel
- 2. Melanie Smith USA-Calypso 44,50
- 3. Paul Schockemöhle FRG-El Paso 42

1979 Göteborg SWE
- 1. Hugo Simon AUT-Gladstone 18 fel, 0/24,50 sek i omh
- 2. Katie Monahan USA-The Jones Boy 18, 4/25,40
- 3. Norman Dello Joio USA-Allegro 6
- 3. Eddie Macken IRL-Carrolls of Dundalk 6